# Harry Maurice Roberts
Harry Maurice Roberts, född 1936 i Kennington, London är en brittisk brottsling, känd för morden på tre polismän i London 1966, som kallas Braybrook Street-massakern eller Shepherd's Bush-morden.